# Mi rifaccio vivo
Mi rifaccio vivo è un film del 2013 diretto da Sergio Rubini.

## Trama
Biagio Bianchetti ha un nemico dai tempi della scuola, Ottone di Valerio, un classico "figlio di papà". Ottone è sempre stato migliore di lui, lo ha coperto di insuccessi e lo ha reso ridicolo in tutto. Dopo aver subito l'ennesima sconfitta, Bianchetti, pensando di mettere la parola fine alle sue disgrazie, decide di farla finita. Una volta trapassato, però, scopre che per una buona azione compiuta in vita ha diritto ad un bonus e così può tornare sulla Terra per una settimana e dimostrare di essere stato un uomo migliore.
Biagio accetta, anche se non gli interessa dare una svolta al proprio destino, ma solo distruggere la felicità del suo rivale di sempre. Così si incarna nella figura di Dennis Rufino, un supermanager nelle cui mani Ottone ha consegnato le sorti dell'azienda che dirige.
Biagio scopre così che il suo avversario in realtà è una persona debolissima e piena di difetti. Dunque non solo vede venire meno tutti i motivi che l'hanno spinto al suicidio, ma capisce finalmente quanto ami sua moglie e quanto questa soffra la sua mancanza. Così Biagio, che per tutti era solo misteriosamente scomparso, ottiene il miracolo di riemergere sano e salvo dalle acque del lago nel quale si era gettato disperato una settimana prima.

## Riprese
Il film è ambientato a Roma. Le riprese, iniziate il 16 luglio 2012, sono durate 9 settimane.

## Distribuzione
Il film è uscito nelle sale il 9 maggio 2013.